# Moundville (Alabama)
Moundville és una població dels Estats Units a l'estat d'Alabama. Segons el cens del 2000 tenia 1.809 habitants.

## Demografia
Segons el cens del 2000, Moundville tenia 1.809 habitants, 688 habitatges, i 478 famílies. La densitat de població era de 177,3 habitants/km².
Dels 688 habitatges en un 35,9% hi vivien nens de menys de 18 anys, en un 45,3% hi vivien parelles casades, en un 19% dones solteres, i en un 30,4% no eren unitats familiars. En el 27,6% dels habitatges hi vivien persones soles el 10,9% de les quals corresponia a persones de 65 anys o més que vivien soles. El nombre mitjà de persones vivint en cada habitatge era de 2,53 i el nombre mitjà de persones que vivien en cada família era de 3,08.
Per edats la població es repartia de la següent manera: un 26,3% tenia menys de 18 anys, un 9,8% entre 18 i 24, un 27,7% entre 25 i 44, un 20,7% de 45 a 60 i un 15,5% 65 anys o més.
L'edat mediana era de 36 anys. Per cada 100 dones hi havia 90,4 homes. Per cada 100 dones de 18 o més anys hi havia 83,4 homes.
La renda mediana per habitatge era de 31.944 $ i la renda mediana per família de 35.719 $. Els homes tenien una renda mediana de 30.625 $ mentre que les dones 25.231 $. La renda per capita de la població era de 13.014 $. Aproximadament el 21,2% de les famílies i el 20,9% de la població estaven per davall del llindar de pobresa.

## Poblacions més properes
El següent diagrama mostra les poblacions més properes.